# Porozumienie Polskich Chrześcijańskich Demokratów
De Alliantie van Poolse Christen-Democraten (PPChD) (Pools: Porozumienie Polskich Chrześcijańskich Demokratów) was een kleine christendemocratische partij, die in Polen heeft bestaan in de jaren 1999-2002.
De PPChD werd opgericht op 26 september 1999 als fusiepartij van de Partij van Christen-Democraten (PChD), de Beweging voor de Republiek (RdR) en een groot deel van de Centrumalliantie (PC) van Jarosław Kaczyński. Deze partijen maakten alle drie deel uit van de rechtse coalitie Verkiezingsactie Solidariteit (AWS), die in 1997 de parlementsverkiezingen had gewonnen. Voorzitter van de nieuwe partij werd Antoni Tokarczuk, die in datzelfde jaar kortstondig voorzitter van de Centrumalliantie was geweest en kort daarop minister van Milieu werd in de regering van Jerzy Buzek. Ook minister van Economische Zaken Steinhoff trad tot de partij toe. AWS-voorzitter Krzaklewski sprake de hoop uit dat de oprichting van de PPChD een stap zou zijn in de richting van de omvorming van de AWS tot één politieke partij.
De PPChD leverde echter niet het succes op waarop men had gehoopt. De AWS viel uit elkaar. Samen met een overblijfsel daarvan, Verkiezingsactie Solidariteit van Rechts (AWSP), nam de PPChD nog deel aan de parlementsverkiezingen van 2001, maar kwam niet over de kiesdrempel. Op 13 januari 2002 fuseerde de PPChD met de Conservatieve Volkspartij (SKL) tot de Stronnictwo Konserwatywno-Ludowe - Ruch Nowej Polski (Conservatieve Volkspartij - Beweging voor een Nieuw Polen), maar ook deze nieuwe partij wist zich niet te handhaven en besloot in december 2003 zichzelf te ontbinden.